# Josef Kučera (voják)
Plukovník Josef Kučera (15. ledna 1916, Cerhovice – 14. listopadu 1952, Praha) byl český voják a jedna z obětí komunistického teroru.
Vystudoval Vyšší hospodářskou školu v Plzni a poté absolvoval základní vojenskou službu a posléze další vojenské vzdělávání. Okupace ho zastihla v hodnosti poručíka. Opustil armádu a pracoval jako dělník ve výtopnách ČSD. 5. května 1945 byl opět povolán do Československé armády. V roce 1946 se oženil a v roce 1947 se mu narodil syn. 2. prosince 1950 byl coby štábní kapitán vyhozen z armády a ještě týž den zatčen. Čtyři měsíce po zatčení se mu narodila dcera. Ve vykonstruovaném procesu byl v červnu 1952 odsouzen k doživotnímu vězení, což bylo po odvolání prokurátora změněno na trest smrti. Peníze, které mu rodina posílala do vězení, byly zabaveny na úhradu rakve.
Ostatky Josefa Kučery byly zpopelněny ve strašnickém krematoriu, kde byly také uskladněny. Dne 6. října 1953 byla urna přesunuta z krematoria do skladu v pankrácké věznici, kde její stopa mizí. Na Čestném pohřebišti v Ďáblickém hřbitově se nachází symbolický Kučerův hrob. Tamní symbolické náhrobky odkazují na zemřelé politické vězně bez ohledu na jejich skutečné místo pohřbení.

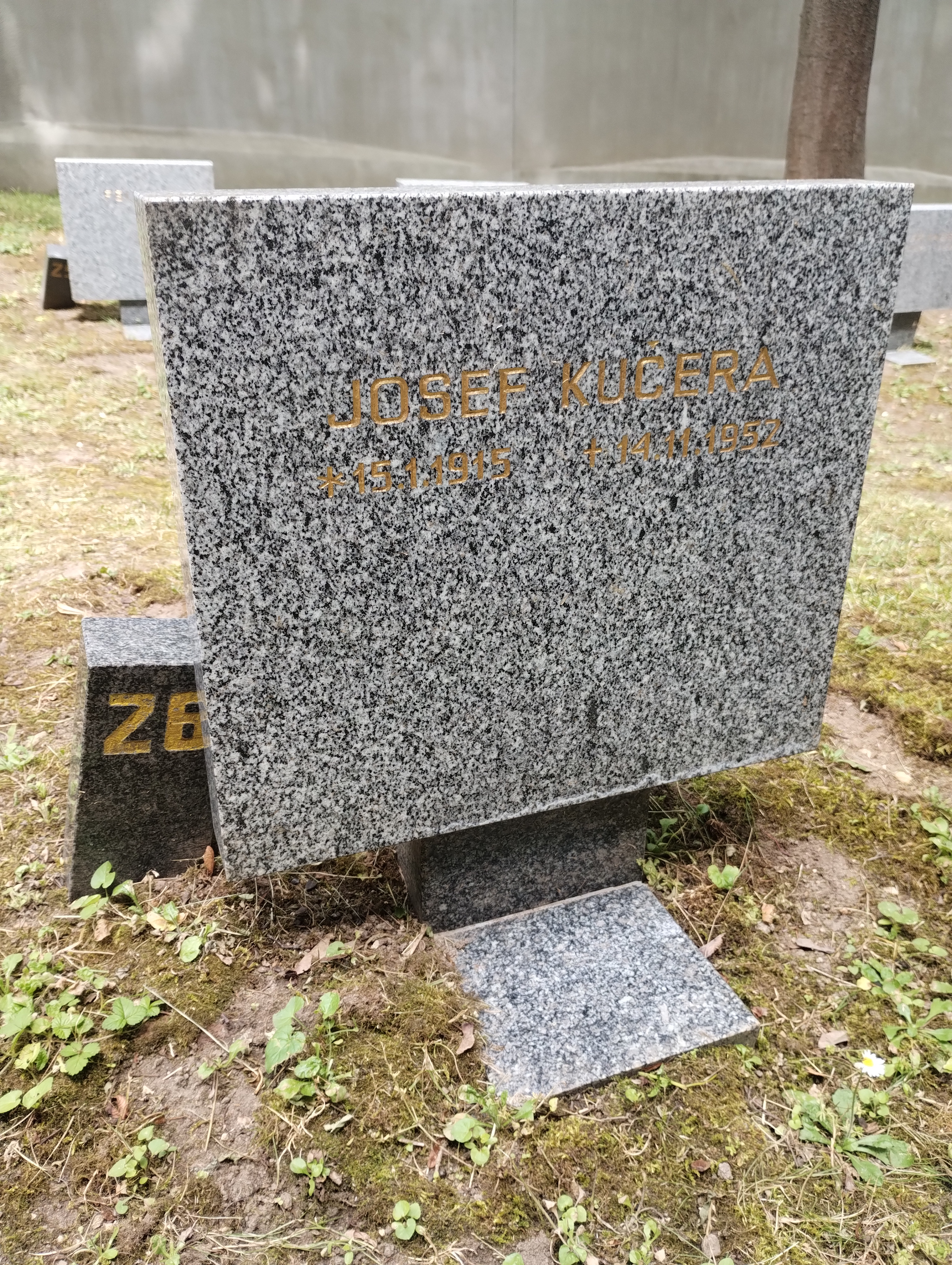
Symbolický náhrobek Josefa Kučery na Čestném pohřebišti v Ďáblicích

Vyšší vojenský soud v Příbrami ho rehabilitoval a prezident Václav Havel jej v roce 1991 povýšil in memoriam na plukovníka.